# Kwarcowe sokole oko

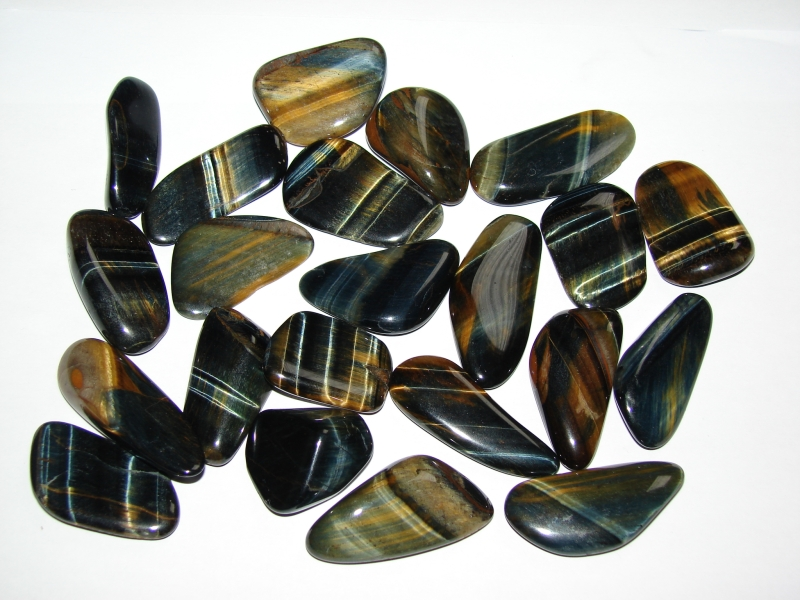
Bębnówka sokole oko

Kwarcowe sokole oko lub kwarcowe jastrzębie oko – niebieskoszara, niebieskozielona lub niebieskobrunatna, nieprzezroczysta odmiana kwarcu. Wykazuje optyczny efekt kociego oka w postaci wędrującej podczas poruszania kamieniem, pasowej migotliwości.
Efekt ten powodują włókniste wrostki nieutlenionego krokidolitu lub crossytu. Kwarcowe sokole oko zazwyczaj współwystępuje z kwarcowym tygrysim okiem.

## Właściwości
- Twardość: 7
- Gęstość: 2,65
- Rysa: biała
- Barwa: niebieskozielona, niebieskobrunatna
- Stopień przezroczystości: przeświecający, nieprzezroczysty
- Współczynnik załamania światła: 1,544-1,553
- Dwójłomność: 0,009
- Dyspersja: 0,013
- Pleochroizm: nie występuje
- Luminescencja: nie występuje

Występowanie: Najpiękniejsze okazy tego minerału spotykane są w Południowej Afryce (rejon Griquatown nad rzeką Oranje w masywie Door) oraz Australii (Yarra Creek). Występuje także w Meksyku, Austrii (okolice Salzburga) i na Sri Lance.
Własności (poza barwą), zastosowanie  kwarcowego sokolego oka są identyczne jak kwarcowego tygrysiego oka.